# 众解脱派
众解脱派，又称格多派，是缅甸佛教的一个派别。根据1990年《僧伽组织法》，它是该国九个受法律认可的僧团之一。该教派成立于1258年，自善法派分裂而来。